# Війна Падрі
Війна Падрі велася з 1803 до 1837 року на Західній Суматрі (Індонезія), між падрі та адатами. Падрі були мусульманськими священнослужителями з Суматри, які хотіли запровадити шаріат у країні Мінангкабау на Західній Суматрі. Адати складалися зі знаті мінангкабау та традиційних вождів. Вони звернулися за допомогою до голландців, які втрутилися в 1821 році та допомогли дворянству перемогти фракцію Падрі.

## Причини та передумови
Можна вважати, що війна Падрі фактично почалася в 1803 році, до голландської інтервенції, і була конфліктом, який спалахнув у країні Мінангкабау, коли Падрі почали придушувати те, що вони вважали неісламськими звичаями, тобто адат. Але після окупації Королівства Пагаруюнг Туанку Пасаманом, одним із лідерів падрі у 1815 році, 21 лютого 1821 року дворянство мінангкабау уклало угоду з голландцями в Паданзі, щоб допомогти їм у боротьбі з падрі.
Адат, як називається звичаєве право в Індонезії, включає місцеві, доісламські релігійні практики та соціальні традиції в місцевих звичаях. Падрі, як і тогочасні джихадисти в халіфаті Сокото в Західній Африці, були ісламістськими пуристами, які здійснили хадж до Мекки та повернулися   натхненні довести Коран і шаріат до більшого впливу на Суматрі. Рух Падрі сформувався на початку 19 століття і прагнув очистити культуру від традицій і вірувань, які його прибічники вважали неісламськими.
У 1820-х роках голландцям ще потрібно було консолідувати свої володіння в деяких частинах Голландської Ост-Індії (пізніше в Індонезії) після того, як вони знову придбали їх у британців. Особливо це було потрібно на острові Суматра, де деякі території не потрапили під владу Нідерландів до 20 століття.

## Боротьба Падрі
Приблизно з 1692 року іслам поширювався в районах Мінангкабау на Західній Суматрі шейхом Бурхануддіном Улаканом у школі суфізму Шаттарі. У 1784 році суфійський улем, на ім'я Туанку Нан Туо був призначений релігійним главою регіону Кото Туо. Він призначив велику кількість своїх учнів очолити різні суру, що оточували регіон. Велика кількість його учнів були репатріантами хаджу і перебували під впливом ідеалів ваххабітського руху. Вони називали себе Падрі.  Рух падрі вважається одним із головних попередників салафійського руху 19 століття; і вплинув на реформістів салафітів Мухаммадійський рух Південно-Східної Азії.
У падрі була своя екстремістська версія законів шаріату, яку вони мали запровадити шляхом насильницького перевороту, щоб замінити існуючий Адат. Історичні звіти про війну Падрі розкривають кілька різних ідеологій. Найвпливовішими були Туанку Нан Туо, Туан Ку Нан Ренче та Імам Бонджол.
Туанку Нан Туо був суфійським лідером Шаттарі та реформістом, але не падрі. Він переконував сільських жителів позбавити своє суспільство таких пороків, як півнячі бої, азартні ігри та опіум. Його методи були б обговоренням, освітою, а також громадським протестом. Усі лідери Падрі колись були його учнями, і він постійно не погоджувався з їхнім екстремістським фанатизмом і войовничим насильством. У помсту за цю зухвалість падрі напали й спалили численні села, які були центрами Шаттарі; підбурювали до масових вбивств улем і уранґ сердеків (інтелігенції), а також до зґвалтувань і грабежів. Падрі вели війну проти Нан Туо з 1815 року. Сини Нан Туо загинули в бою. Кото Туо тримався до прибуття голландців у 1821 році
Туанку Нан Ренче був пуританським екстремістом-вахабітом. Нан Ренче з Туан Ку Лінтау і Туан Ку Пасаман були у стані війни з адатами та забороняли півнячі бої, азартні ігри та сіре; і змушував жінок прикриватися. Усі, хто не погоджувався з їхнім тлумаченням ісламу, каралися смертю. Вони розбагатіли, поневоливши населення вирощувати каву та інше сільське господарство. Змушуючи жителів носити білий одяг і відрощувати бороди, вони носили б червоне.
Імам Бонджол був містиком, стратегом і провидцем. Імам Бонджол з Туан Ку Рао і Туан Ку Тамбусаєм базувалися в північних районах, де війна Падрі розвивалася інакше. Багато хто на півночі були першими прихильниками Падрі. Хоча спочатку вони були такими ж войовничими та екстремістськими, як і Нан Ренце, їхні ролі були зовсім іншими. Поки Нан Ренче карала Адатаімам Бонджол і Рао розвивали торгові шляхи та фортеці проти голландців. Він також поневолив народи батак. У січні 1824 року він підписав мирний договір з голландцями, але прибув новий командувач, який зганьбив його. У 1831 році Імам Бонджол напав на голландський гарнізон, убивши 2 третини солдатів. Пізніше, коли Імам Бонджол зустрівся з численними репатріантами з хаджу, які заперечували екстремізм падрі та ваххабів, у нього почалися побоювання, сумніви та жаль. У вересні 1832 року Імам Бонджол розчарувався і, можливо, шукаючи покаяння, покинув свій сільський форт і покинув Падрі.

## Нідерланди
Участь Нідерландів у війні відбулася через те, що їх «запросила» фракція Адат, і у квітні 1821 року голландські війська атакували Сімаванг і Суліт Ейр під командуванням капітанів Гоффіне і Діенеми за наказом Джеймса дю Пюї, голландського резидента в Паданг. Між 1821 і 1824 роками по всьому регіону спалахували сутички, які закінчилися лише Масангським договором. Протягом наступних шести років війна затихла, оскільки голландці зіткнулися з більш масштабними повстаннями на Яві.
Конфлікт знову спалахнув у 1830-х роках, коли голландці здобули перші перемоги. Незабаром після цього війна зосередилася на Бонжолі, останньому укріпленому оплоті Падрі. Нарешті він упав у 1837 році  після трьох років облоги, і разом із вигнанням Туанку Імама Бонджола конфлікт згас. З перемогою голландці зміцнили свій контроль над Західною Суматрою.